# Anna Pappritz
Anna Papritz (née à Radach, arrondissement de Sternberg-Ouest le 9 mai 1861 et décédée dans la même ville le 8 juillet 1939) est une écrivaine allemande, militante des droits des femmes et de l'abolitionnisme. Elle est considérée comme l'une des principales expertes de la prostitution dans l’Empire allemand et la République de Weimar. Elle publie de nombreux écrits sur les causes de la prostitution et la situation des prostituées. L'un de ses plus grands succès politiques est la loi de 1927 sur la lutte contre les maladies vénériennes, qui abolit la criminalisation de la prostitution.

## Enfance et jeunesse
Anna Pappritz est née le 9 mai 1861 à Radach qui se trouve alors en royaume de Prusse. Ses parents sont Pauline von Stülpnagel et Richard Pappritz, propriétaire d'un manoir à Radach. La famille est riche et occupe une position sociale de premier plan dans la région de la Nouvelle Marche. Anna Pappritz est la cinquième enfant et troisième fille de la famille. Quand elle naît, ses deux sœurs aînées sont déjà décédées et elle est de fait la seule fille aux côtés de ses trois frères. Elle a une relation très proche avec son frère Richard, de six ans son cadet. Anna Pappritz décrit son enfance et sa jeunesse comme solitaires, oppressantes et sans stimulation intellectuelle. Contrairement à ses frères, qui fréquentent l'école du monastère de Roßleben et bénéficient ensuite d'une formation universitaire et militaire, elle ne peut suivre que les cours particuliers donnés par des gouvernantes et des ecclésiastes locaux et n'a que peu de contacts avec des jeunes filles de son âge,,. À l'âge de 19 ans, elle a un grave accident d'équitation dont elle gardera des séquelles toute sa vie, notamment sous forme de douleurs nerveuses.
En 1877, son père meurt subitement d'une pneumonie à l'âge de 55 ans et sa mère dirige le domaine pendant les sept années suivantes jusqu'à ce que le fils aîné, Curt Pappritz (de) prenne la relève en 1884. Pauline Pappritz déménage alors à Berlin avec sa fille Anna âgée de 23 ans et son plus jeune fils Richard. On sait peu de choses sur les premières années d'Anna Pappritz à Berlin. Son frère Richard fréquente le lycée et vit avec sa mère et sa sœur jusqu'à la fin de ses études en 1892. Après cela, Anna et Pauline Pappritz vivent seules dans l'appartement de Berlin.

## La littérature
En 1893, Anna Pappritz publie un volume de nouvelles, Aus den Bergen Tirols qui traitent de questions interpersonnelles au sein de la noblesse terrienne de Prusse orientale et des familles d'officiers et se situent à Berlin et au Tyrol. Sa biographe Kerstin Wolff (de) le juge facile à lire et fluide, mais les personnages lui semblent aujourd'hui artificiels et stéréotypés.
Un an plus tard, Anna Pappritz publie le roman Vorurteile – ein Roman aus dem Märkischen Gesellschaftsleben, dans lequel elle traite de la vision du monde de la classe supérieure et s'inspire largement de sa famille. Le personnage secondaire Hertha, basé sur elle-même, a un fort sentiment de culpabilité envers sa mère à cause d'un handicap et désespère d'une interprétation rigide et stéréotypée du christianisme. Contrairement à son modèle, Hertha ne remet cependant pas en cause sa socialisation et finit par se suicider. Selon Kerstin Wolff, le roman « montre la suprématie du chemin de vie masculin, qui repose sur l'impuissance féminine ». Dans ses mémoires, Anna Pappritz le décrit plus tard comme une confession et rapporte que sa publication lui a valu des années d'éloignement de sa famille.

## Le mouvement des femmes

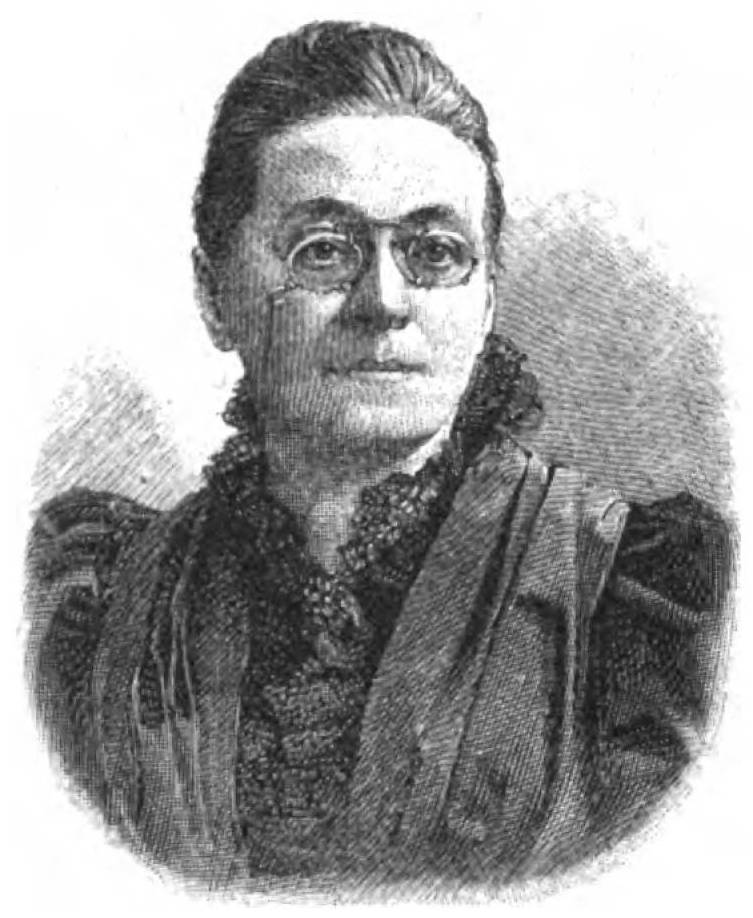
Hanna Bieber-Boehm en 1899.

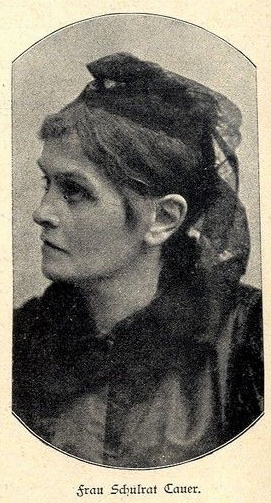
Minna Cauer en 1899.

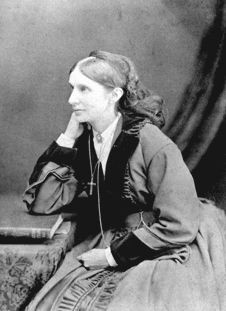
Joséphine Butler en 1876.

En 1895, Anna Pappritz se rend pour la première fois en Angleterre, pour des raisons de santé. Elle loge dans un club de femmes à Londres, visite des établissements d'enseignement pour femmes, noue des contacts et apprend à connaître le mouvement des femmes. Elle raconte que c'est là qu'elle découvre l'existence de la prostitution et comment elle est réglementée par l'État. Dans ses romans, elle traite de la sexualité illégitime et des relations extraconjugales, mais elle n'a jamais entendu parler de prostitution au sens de rapports sexuels tarifés - du moins selon ses propres déclarations.
À son retour, elle entre en contact avec le mouvement féministe allemand, lit les ouvrages de la militante des droits des femmes Helene Lange, assiste à des conférences au lycée Victoria, fondé et dirigé par Georgina Archer, et s'abonne au magazine Die Frauenbewegung (de) fondé par Minna Cauer et Lily Braun. Elle assiste aux réunions de trois différentes associations du mouvement des femmes : l'Association des femmes de Berlin (Berliner Frauenverein) d'Helene Lange, l'Association pour le bien-être des femmes (Verein Frauenwohl (de)) de Minna Cauer et l'association de protection de la jeunesse (Verein Jugendschutz) de Hanna Bieber-Böhm. Anna Pappritz collabore à cette période avec Minna Cauer. Probablement jusqu'en 1899, elle supervise la bibliothèque nouvellement fondée sur la question des femmes. Celle-ci rassemble des ouvrages récents et plus anciens sur la question des femmes et y développe une solide connaissance des problèmes pratiques et théoriques propres au mouvement allemand. En 1896, elle publie son premier article politique dans le journal Frauenbewegung ("Ce que Hans n'apprend pas, Hans n'apprendra jamais"), où elle exprime son regret de ne pas avoir reçu une éducation scolaire plus solide,.
Elle participe au Congrès international des femmes à Berlin en 1914 avec des militantes allemandes comme Alice Salomon, Helene Lange et Gertrud Bäumer.

## L'abolition de la prostitution
Anna Pappritz s'intéresse particulièrement à la règlementation de la prostitution. Depuis 1894, le Bund Deutscher Frauenvereine (Union des organisations féministes allemandes, BDF) a fait de la prostitution un de ses thèmes de travail. Hanna Bieber-Böhm, considérée comme l'experte de la question, définit la politique officielle du Bund en la matière. Elle s'appuie sur un programme d'information, de prophylaxie et de punition des prostituées. Anna Pappritz la rejoint en 1896. Cependant, la solution proposée par Hanna Bieber-Böhm ne lui convient pas. Lorsque, en 1898, Minna Cauer fait rapport dans le journal Die Frauenbewegung du congrès de la Fédération abolitionniste internationale (IAF) à Londres, Anna Pappritz découvre le mouvement abolitionniste et sa fondatrice, Josephine Butler et commence à s'intéresser à cette organisation,.

### Les revendications des abolitionnistes
À cette époque, la prostitution est gérée par la police. Cette réglementation est basée sur l'hypothèse que la prostitution est nécessaire parce que des rapports sexuels réguliers sont nécessaires pour les hommes selon la médecine. Cependant, afin de protéger les hommes (et seulement ceux-ci) de l'infection par les maladies sexuellement transmissibles, les prostituées sont soumises à des contrôles policiers et médicaux réguliers. Les abolitionnistes critiquent cette pratique pour plusieurs raisons. D'une part, sous le système de réglementation, seules les femmes sont tenues pour responsables de la propagation des maladies vénériennes qu'on ne peut pas encore soigner à l'époque et, le cas échéant, criminalisées. D'autre part, la règlementation par la police dans la pratique est sujette à la corruption et au harcèlement.
L'abolitionnisme demande la suppression de cette réglementation policière et préconise, à la place, un ensemble de mesures sociales et juridiques. Étant donné que les causes de la prostitution sont souvent liées à la pauvreté et de faibles possibilités d'emploi pour les femmes de la classe ouvrière, l'amélioration du logement et des conditions de travail et de vie des femmes qui travaillent, l'extension de l'aide sociale aux jeunes et de meilleurs soins médicaux pour les personnes les plus pauvres sont parmi les mesures préventives proposées. Sur le plan répressif, des mesures plus strictes doivent être prises contre la traite des femmes et la prostitution forcée. Une interdiction des bordels est également préconisée afin d'empêcher l'exploitation des prostituées. De plus, seule la contamination volontaire d'une autre personne par une maladie sexuellement transmissible devrait être poursuivie et à la demande de la personne contaminée, au lieu que ce soit considéré comme une infraction officielle, comme c'est le cas alors.
Dans tous les cas, le mouvement des femmes bourgeoises forge son opinion sans contact direct avec les femmes qui vivent de la prostitution. Ce n'est qu'indirectement, à travers le travail des femmes de la police que les informations de la rue parviennent au mouvement. Il faudra attendre la République de Weimar pour que les prostituées puissent s'organiser pour la première fois et que leurs voix soient lentement écoutées.
Anna Pappritz rejette l'opinion largement répandue selon laquelle il y aurait des prostituées « nées ». Elle estime qu'il existe des facteurs «lourds» héréditaires, cependant, elle identifie la misère sociale, les difficultés matérielles et les bas salaires comme causes principales de la prostitution. À cela s'ajoute le double standard d'une société qui accepte la sexualité extraconjugale chez les hommes, mais la considère comme un motif d'ostracisme social permanent chez les femmes.
À partir des années 1920, Anna Pappritz envisage des mesures répressives et soutient l'envoi de filles et de femmes dites « vulnérables » ou coupables de comportements déviants, dans des foyers fermés, où elles seraient astreintes à des « travaux utiles » sous la supervision de travailleurs sociaux. « Ces femmes malchanceuses, héréditairement accablées, ont besoin d'un traitement complètement différent de celui des femmes normales… Nous avons donc besoin d'une loi sur la détention préventive (Verwahrungsgesetz) et d'une réforme de la processus d'institutionnalisation (Entmündigungsverfahren), afin que nous puissions placer ces éléments malades dans des maisons appropriées ou des colonies de travail pendant de longues périodes, pour leur bien-être et pour la protection du public ».

### Premières sociétés abolitionnistes en Allemagne et divergences de vues
En 1898, Anna Pappritz publie son premier article, exposant ses nouvelles convictions abolitionnistes et attaquant vivement les positions de Hanna Bieber-Böhm qu'elle accuse de soutenir les doubles standards de la société. Cet article indigne de nombreuses femmes du Bund Deutscher Frauenverein.
Lorsque Hanna Bieber-Böhm se présente à l'assemblée générale de l'association Frauenwohl, pour sa réélection comme membre du conseil d'administration, elle est devancée par Anita Augspurg, soutenue par Anna Pappritz, qui représente la voie abolitionniste. Cette « bataille électorale » débouche sur d'âpres hostilités et coûte à l'association la moitié de ses membres, y compris Hanna Bieber-Böhm. Cependant, Minna Cauer refuse de mettre en place une commission de moralité, comme demandé par Anna Pappritz et l'encourage à créer plutôt une association abolitionniste. C'est finalement Lida Gustava Heymann de Hambourg qui en prend l'initiative et fonde la première Société morale (de) allemande à Hambourg, soutenant l'abolitionnisme. Cependant, les idées abolitionnistes des deux femmes présentent des divergences, de sorte qu'Anna Pappritz fonde à son tour une association de moralité abolitionniste à Berlin, soutenue par Mina Cauer à ses débuts.
Avec la fondation et la gestion de l'association, le mouvement des femmes prend de plus en plus de place dans la vie d'Anna Pappritz. Dans ses mémoires, elle décrit le « combat pour un développement supérieur de la morale sexuelle, pour la libération de mon sexe du terrible esclavage sexuel » comme l'œuvre de sa vie. Elle acquiert de plus en plus de connaissances, notamment sur les questions de morale et d'hygiène sexuelle, qu'elle s'efforce de transmettre par des articles dans presque toutes les revues du mouvement féministe bourgeois, dans des revues spécialisées et dans la presse généraliste. De plus, elle entreprend d'innombrables tournées de conférences, notamment entre 1900 et 1912, et devient ainsi l'une des spécialistes les plus connues en matière de morale. À l'époque, ce terme désigne notamment la prostitution et la propagation des maladies vénériennes.
Dès 1899, à la suite d'une présentation d'Anna Pappritz, l'Union des associations féminines progressistes (de) (VFF) adopte une résolution dirigée contre la réglementation de la prostitution. Le Bund deutscher Frauenvereine, quant à lui, s'en tient aux positions d'Hanna Bieber-Böhm. En 1899, Anna Pappritz se rend à la Conférence internationale de l'IAF à Genève, où elle rencontre Josephine Butler et d'autres dirigeants et dirigeantes abolitionnistes. Contrairement à Lida Gustava Heymann, Anna Pappritz veut non seulement être une agitatrice mais aussi apporter une aide pratique. En conséquence, l'Association de moralité de Berlin tente de proposer des "cours d'hygiène" séparés par sexe pour les jeunes, que le magistrature de Berlin s'empresse d'interdire. Lida Heymann, et Anna Pappritz s'opposent sur les stratégies à suivre et finissent par rompre.
Anna Pappritz s'éloigne finalement de l'aile radicale du mouvement des femmes allemandes, en partie à cause de son manque de soutien au travail abolitionniste. En 1900, l'association abolitionniste de moralité de Berlin rejoint le Bund Deutscher Frauenvereine (BDF). Cette étape et le soutien d'Anna Pappritz à Marie Stritt, présidente du BDF conduisent finalement à une rupture avec Minna Cauer. En 1902, Anna Pappritz est élue au conseil d'administration du BDF. Dans les années qui suivent, Anna Pappritz, avec Katharina Scheven de Dresde, réussit à ancrer une orientation abolitionniste dans la commission de moralité du BDF et ainsi à renverser les positions de Hanna Bieber-Böhm. Ces développements marquent aussi la rupture de nombreuses amitiés qui avaient été importantes pour elle.
En 1902, la Société allemande de lutte contre les maladies vénériennes (de) (DGBG) est fondée par des médecins et des experts en hygiène sociale. Sous la pression des associations de moralité, Anna Pappritz est élue au conseil d'administration ; elle y est la seule femme. Les idées abolitionnistes ne sont soutenues que par une minorité dans la société mais cette fonction permet à Anna Pappritz de se faire connaître en dehors du mouvement des femmes grâce à ses échanges avec des médecins et des personnalités politiques.

Lors du Congrès international de la Fédération abolitionniste internationale (IAF) à Dresde en 1904, les sections locales abolitionnistes existantes fusionnent pour former la branche allemande de l'IAF. Le siège officiel de l'organisation faîtière nationale est à Brême, dont la loi sur les associations est alors relativement libérale. Katharina Scheven en reprend la présidence et Anna Pappritz la vice-présidence. C'est la seule organisation nationale dont le conseil d'administration est entièrement féminin. Le magazine Der Abolitionist (de), publié par la section de Dresde depuis 1902, devient l'organe de l'organisation nationale à partir de 1904. Au décès de Katharina Scheven en 1922, Anna Pappritz devient la présidente. 

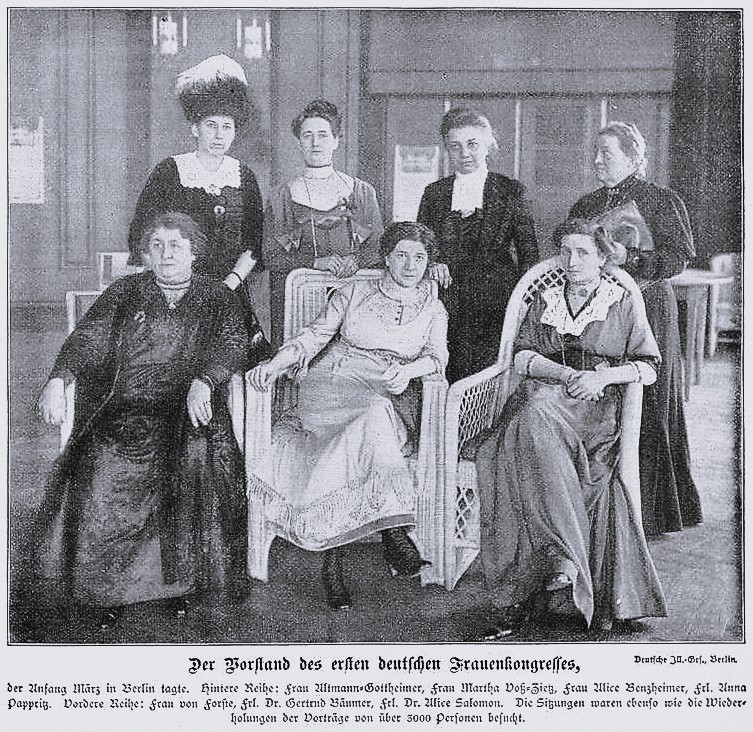
Bureau exécutif du premier congrès du BDF début mars 1912 à Berlin. Rangée arrière à partir de la gauche : Elisabeth Altmann-Gottheiner, Martha Voss-Zietz, Alice Bensheimer et Anna Pappritz. Première rangée à partir de la gauche : Helene von Forster, Gertrud Bäumer et Alice Salomon.

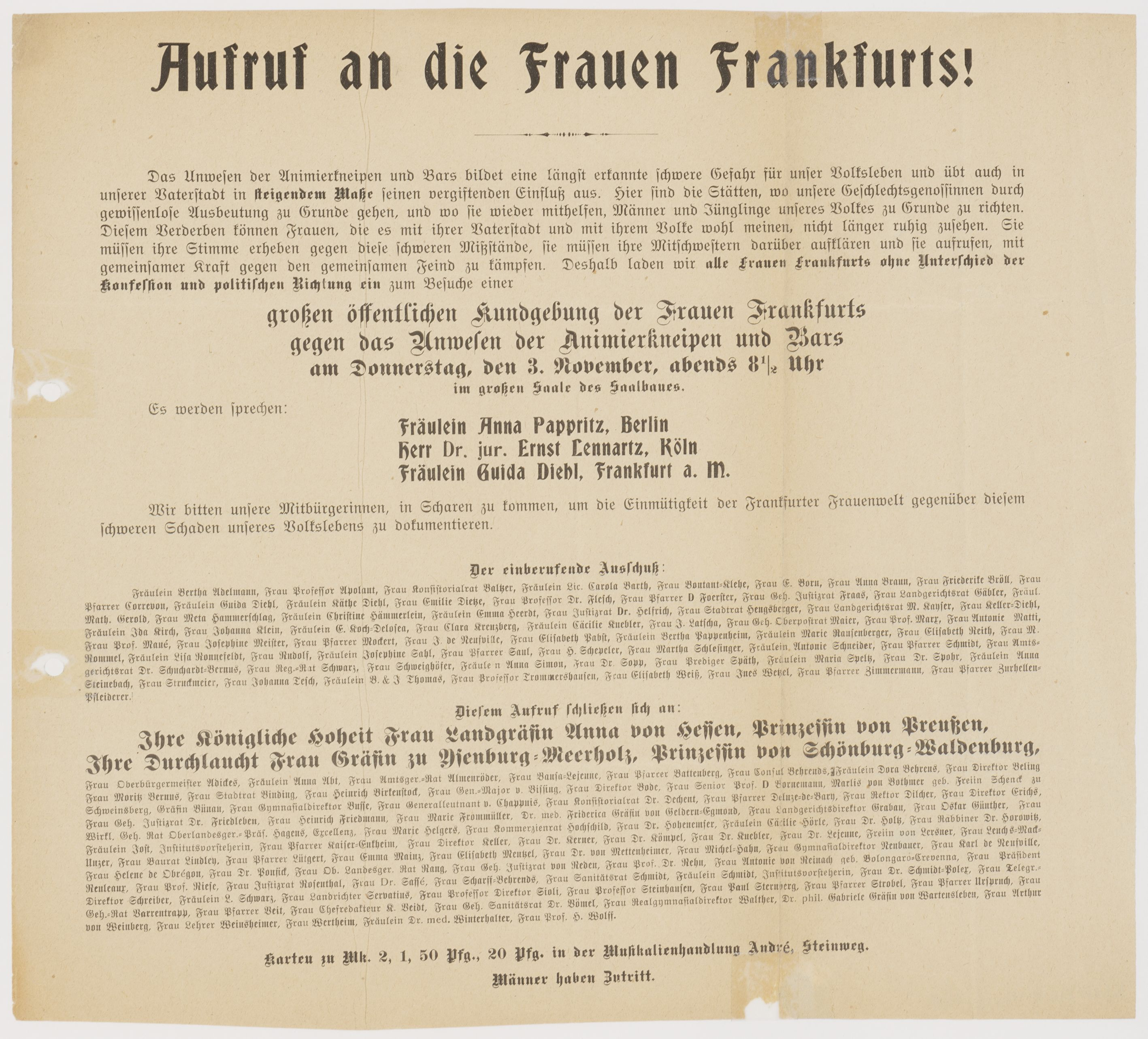
Appel aux femmes de Francfort pour qu'elles abolissent les pubs et bars de divertissement. Les oratrices, parmi lesquelles Anna Pappritz, vers 1910.

À partir de 1904, Anna Pappritz et Katharina Scheven sont les principales militantes abolitionnistes du Reich allemand. L'éthique sexuelle est également un sujet important pour Anna Pappritz à cette époque. Elle a des opinions nettement plus conservatrices qu'Helene Stöcker, la présidente de la Fédération pour la protection de la maternité fondée en 1905, qui prône l'amour libre, ce que refuse Anna Pappritz à cause de son propre sens de la moralité, mais aussi parce qu'elle redoute les conséquences d'une sexualité libre pour les femmes. Comme une grande partie du mouvement des femmes bourgeoises, elle craint que dans un partenariat non conjugal, les hommes se dérobent davantage à leurs obligations envers les femmes et les enfants illégitimes. Pour cette raison, elle soutient le mariage comme modèle social dans ses déclarations publiques.

### Suppression de la réglementation de la prostitution
En 1919, Anna Pappritz publie le livre Einführung in das Studium der Prostitutionsfrage (Introduction à l'étude de la prostitution) qui fait d'elle une experte de la prostitution dans la République de Weimar. À la même époque, la Constitution impériale de Weimar, accorde des droits politiques aux femmes. Pour la première fois, les femmes travaillant dans la prostitution peuvent s'organiser, même si les tentatives sont difficiles et souvent éphémères. Les prostituées sont désormais plus proches d'être des citoyennes égales.
Après la Première Guerre mondiale, la Société allemande de lutte contre les maladies vénériennes reprend les travaux sur un projet de loi pour la lutte contre les maladies vénériennes. Les propositions législatives qu'elle soumet ne font plus de différence de traitement selon le sexe.
Ce n'est qu'en 1927 que la loi contre les maladies vénériennes est adoptée et que la réglementation de la prostitution est formellement et légalement abolie. Ainsi, l'objectif principal des efforts abolitionnistes en Allemagne semble avoir été atteint. La loi, notamment abolit la police morale et le système de règlementation, introduit une autorité sanitaire et interdit les bordels. Le travail de lobbying du mouvement des femmes a contribué de manière significative à l'adoption de la loi.
Faire de la prostitution une question pour l'aide sociale et non pour la police consistait à construire un État-providence féministe, ou, du moins, une enclave féministe au sein de l'État-providence. La loi ne figure généralement pas parmi les grandes réformes sociales de la République, ce qui semble regrettable.
Dans la pratique, cependant, la nouvelle norme juridique entraîne rapidement des problèmes en raison d'une formulation ambiguë, qui laisse aux Länder une grande liberté d'interprétation. La Bavière, notamment, sape la loi en transférant les tâches de l'autorité sanitaire du ministère de l'intérieur au département de police, contrevenant ainsi à l'innovation principale de la loi qui est la séparation de la police et de l'autorité sanitaire.

## Le nazisme
Les nouvelles dispositions législatives ne vont pas durer. En 1933, les national-socialistes arrivent au pouvoir.
Anna Pappritz, comme beaucoup de femmes dans le mouvement des femmes bourgeoises, doit se positionner face au nouveau pouvoir. Bien que le mouvement des femmes bourgeoises soit largement tourné vers le spectre libéral, il se considère comme représentant toutes les femmes et donc comme politiquement neutre. Anna Pappritz elle-même est proche des libéraux tout au long de sa vie. Dans ce contexte, de grandes parties du mouvement des femmes essaient de poursuivre leur travail, au moins dans une certaine mesure, sous le régime national-socialiste. Les premières années en particulier sont caractérisées par des tentatives de compromis avec les nouveaux dirigeants. Ainsi, dans un article de 1933, Anna Pappritz analyse les propos d'Hitler sur la lutte contre la syphilis, dans Mein Kampf et en déduit qu' « Hitler s'efforcera d'empêcher une nouvelle réglementation de la prostitution, et tout comme l'abolitionnisme voulait combattre les causes de la prostitution et pas seulement le symptôme, surtout en éduquant la jeune génération ». Son interprétation est pour le moins erronée puisque, peu après 1933, les national-socialistes réintroduisent la réglementation de la prostitution et autorisent à nouveau les bordels pour resserrer le contrôle des prostituées,.
En 1939, avec d'autres militantes comme Marie-Elisabeth Lüders et Dorothee von Velsen, Anna Pappritz reproche à Gertrud Bäumer, journaliste, ancienne membre libérale du Reichstag et personnalité du mouvement des femmes bourgeoises, de faire trop de concessions à la censure nazie afin de pouvoir continuer à publier son magazine Die Frau . Le magazine Der Abolitionist pour sa part, a déjà cessé de paraître à la fin de 1933. En février 1934, Anna Pappritz abandonne son poste de présidente de la branche allemande de l'IAS, probablement pour des raisons de santé. Dès le mois d'avril de l'année précédente, elle déclare avec résignation : «  L'association a cessé d'être une organisation de combat car la liberté d'expression, de parole et d'écriture est interdite ».

## Vie privée et voyage en Inde
Anna Pappritz vit la vie classique d'une féministe de la fin du xixe siècle. Si elle vit longtemps avec sa mère, jusqu'en 1910, elle apprécie ensuite de vivre seule. Elle apprend à faire du vélo à l'âge de 38 ans et entreprend un tour à vélo de plusieurs jours avec des amis, puis traverse seule les Alpes pendant trois semaines, malgré sa maladie chronique.
Vers 1899, Anna Pappritz rencontre Margarete Friedenthal (de), également active dans le mouvement des femmes de Berlin, impliquée dans l'éducation des femmes, membre de l'association Frauenwohl et conseillère municipale du Parti démocrate allemand qui sera sa partenaire de vie jusqu'à la mort d'Anna Pappritz en 1939. Anna Pappritz est à l'aise financièrement mais pas riche, bien que ses sources de revenus ne soient pas connues avec précision. Sa biographe Kerstin Wolff pense que l'héritage de son père ou une pension versée par son frère aîné ont pu lui assurer des revenus,,.
Après la querelle avec l'aile radicale du mouvement des femmes, le cercle d'amis d'Anna Pappritz comprend les militantes modérées des droits des femmes Helene Lange, Gertrud Bäumer, Käthe Schirmacher (jusqu'à ce qu'elle se tourne vers le nationalisme), Dorothee von Velsen et Marie-Elisabeth Lüders. Les relations avec sa mère et ses frères sont redevenues normales.
Au cours de l'hiver 1912-1913, Anna Pappritz accompagne, à sa demande, Katharina Scheven dans un voyage touristique en Inde. Durant quatre mois, les deux femmes voyagent de Trieste à Ceylan, où elles passent dix jours, puis en Inde, où elles voyagent pendant huit semaines via Madurai, Chennai, Kolkata, Darjeeling et Agra jusqu'à Mumbai, entre autres. Là, elles rencontrent Temulji Bhicaji Nariman, un médecin qui s'est fait un nom dans la réforme obstétricale. Elle tombe deux fois malade de la dengue, est atteinte plusieurs fois d'autres maladies du voyage, mais est finalement reconnaissante d'avoir « fait la connaissance d'un si beau bout du monde ». Son journal de voyage, découvert par l'historienne Bianca Walther en 2019, dans la succession de Marie-Elisabeth Lüders aux Archives fédérales est publié en 2020.
Après son retour, l'état de santé d'Anna Pappritz s'est tellement dégradé qu'elle doit réduire son travail et surtout ses déplacements et passe les premières années de la guerre retirée dans son appartement de Steglitz. En 1916-1917, sa santé s'améliore mais la vie en temps de guerre est difficile malgré le soutien de sa famille. À la fin de la Première Guerre mondiale, elle a perdu sa fortune. En plus de louer une chambre dans son appartement à Martha Dönhoff (de) membre du parlement de l'État prussien, elle doit travailler pour la première fois, comme surveillante dans une imprimerie, à plus de 60 ans,.

### Fin de vie
La santé d'Anna Pappritz s'affaiblit et elle fait face à des difficultés économiques dues à l'inflation et à la maladie, ce qui l'amène, elle qui a toujours apprécié de vivre seule, à s'installer avec sa compagne Margarete Friedenthal, dont la fortune initialement considérable s'est également épuisée.
Elle meurt le 8 juillet 1939 des suites d'une grave bronchite alors qu'elle passait les vacances d'été avec Margarete Friedenthal dans sa ville natale de Radach, et y est enterrée dans le cimetière familial.
Dans sa nécrologie publiée dans Die Frau, son amie Gertrud Bäumer, la décrit comme une personne pleine de gaité, « mentalement vivante, humainement sympathique ».

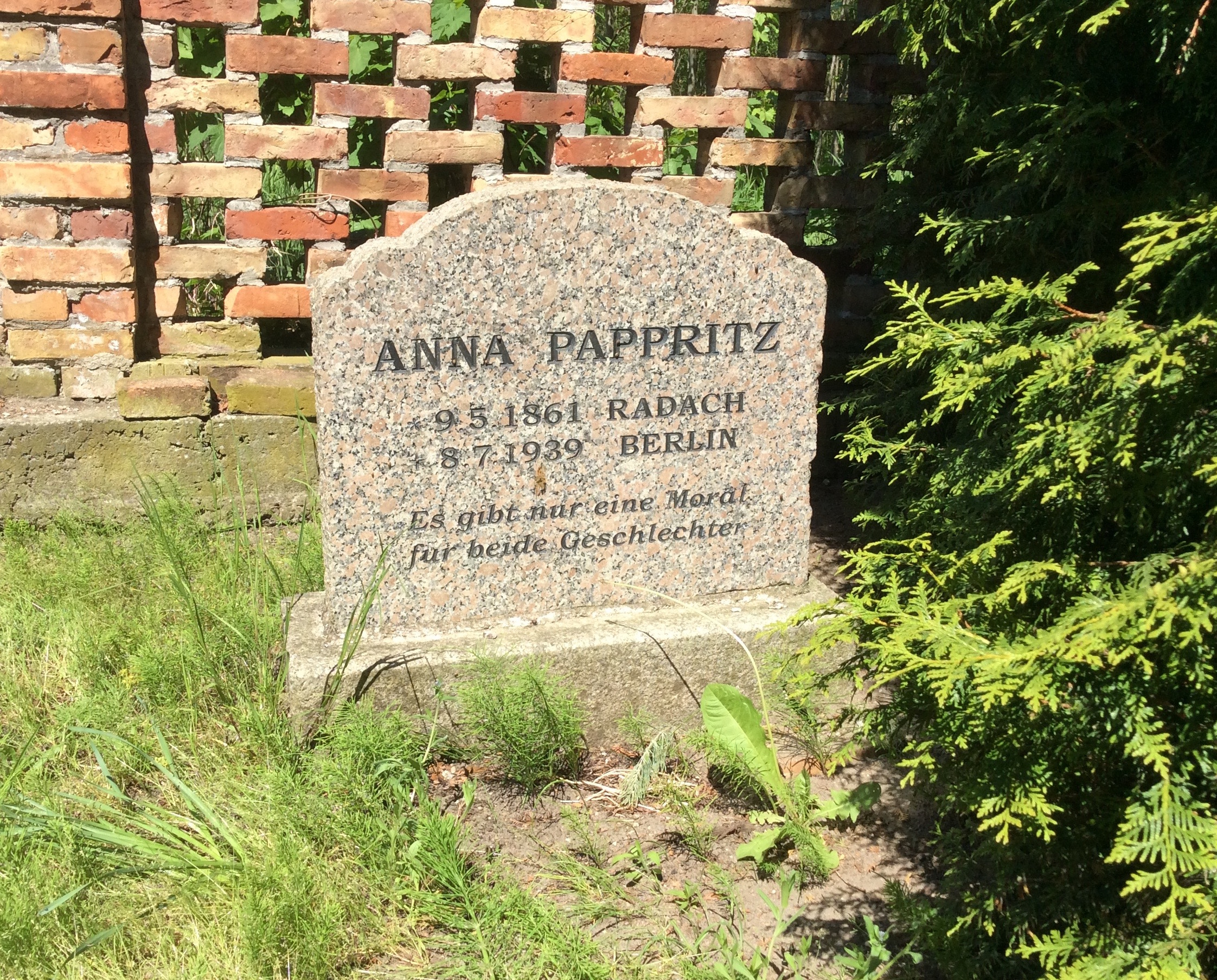
Pierre tombale de la militante des droits des femmes Anna Pappritz (1861-1939) à Radachów, Pologne.

## Controverses

### Une approche maternaliste
Les déclarations des prostituées elles-mêmes ne figurent que dans l'un des nombreux écrits d'Anna Pappritz. En général, les premières concernées ne sont représentées que passivement. Les abolitionnistes se considèrent comme les défenseurs et défenseuses des prostituées, et non comme leurs compagnons et compagnes de lutte. « L'idée qu'une prostituée puisse ne pas vouloir être sauvée n'a guère été discutée dans les cercles abolitionnistes » explique Kerstin Wolff. L'historienne Laurie Marhoefer démontre que la loi contre les maladies vénériennes est rejetée par un nombre non négligeable de prostituées pour des raisons diverses, bien que des statistiques ne soient pas possible. Anna Pappritz ne tient pas compte du fait que les femmes ne sont pas un groupe uniforme et que leurs intérêts peuvent différer selon leur situation. Elle partage cette attitude avec de nombreuses militantes des droits des femmes de la classe moyenne. Profondément enracinées dans la pensée bourgeoise -méritocratique, elles se considèrent comme une élite féminine qui milite pour les femmes de leur propre classe ainsi que d'autres classes, mais prétendent souvent connaître leurs intérêts et pouvoir parler en leur nom. Dans ce contexte, Anna Pappritz ne voit apparemment aucune contradiction à prôner l'admission d'anciennes prostituées et de mineures « en danger » dans des établissements scolaires fermés. Kerstin Wolff déclare :« La « discipline sociale » est fondamentalement inhérente aux idées de l'abolitionnisme et à son comportement envers les prostituées, puisque ses membres ne parlaient pas aux prostituées et n'élaboraient pas avec elles des revendications politiques, mais parlaient d'elles. Cela a été formulé par les prostituées elles-mêmes au début des années 1920. S'il y avait eu un dialogue, les abolitionnistes auraient fait une découverte intéressante : les prostituées ne parlaient pas et ne parlent pas non plus d'une seule voix, ici aussi il y avait et il y a différentes idées et envies [...] ».

### Des allégations d'antisémitisme
Anna Pappritz a parfois été accusée d'antisémitisme sur base, principalement de deux publications,. Dans Der Mädchenhandel und seine Bekämpfung (1924), elle cite des exemples de trafiquants de filles condamnés, dont beaucoup portent des noms juifs. En l'absence de preuves, il n'est pas possible de vérifier si la représentation d'Anna Pappritz reproduit correctement les rapports statistiques dont elle dispose. Dans Einführung in das Studium der Prostitutionsfrage (1919), citant des sources russes, elle décrit la traite des blanches en Russie comme "fermement entre les mains des Juifs polonais". De plus, dans une étude de cas sur une prostituée, elle mentionne son appartenance religieuse juive dès le premier paragraphe et souligne plus tard que la femme avait également des "clients juifs". Dans ce contexte, Kerstin Wolff souligne qu'Anna Pappritz présente plusieurs autres études de cas dans la même publication dans lesquelles les appartenances chrétiennes sont également mentionnées, bien que les récits soient par ailleurs assez similaires. On peut interpréter ces références à l'appartenance religieuse comme une volonté de souligner que la prostitution touche différents groupes sociaux. Porter une accusation d'antisémitisme sur la base de ces deux passages de texte isolés est jugé injustifié. Ce que les deux écrits montrent dans le contexte général, cependant, c'est la prétention d'Anna Pappritz à pouvoir parler et décider pour les femmes d'autres groupes sociaux et classes .
Ailleurs, Anna Pappritz se prononce contre la discrimination contre les Juifs. Lorsque les membres juifs ou non aryens du conseil d'administration de la branche de Berlin démissionnent en 1933, pour ne pas être un obstacle au financement public de l'association, Anna Pappritz veut également proposer sa démission et ne reste en fonction que sur l'insistance persistante des membres démissionnaires,. Elle démissionne finalement de l'association en 1935.

### Attitude vis-à-vis du nazisme
La succession d'Anna Pappritz contient plusieurs lettres qui lui ont été adressées à l'époque nazie et qui critiquent le régime. Il existe également un brouillon de lettre à la responsable de la NS-Frauenschaft, Gertrud Scholtz-Klink, dans laquelle Anna Pappritz, alors âgée de 75 ans, tente de véhiculer une image positive du mouvement des femmes dans la République de Weimar, et ce faisant s'éloigne nettement de l'aile pacifiste du mouvement des femmes rassemblé autour de Lida Gustava Heymann, qui vit déjà en exil. L'intégralité de la correspondance privée montre clairement qu'elle rejette le national-socialisme et souffre de la censure et de la répression contre ses amis juifs. Cependant, on peut supposer que, d'une part, elle a massivement sous-estimé son caractère, comme beaucoup de femmes du mouvement des femmes bourgeoises et d'autre part largement surestimé ses propres possibilités d'influences, du moins au début,.

## Hommages et postérité
En 1931, Anna Pappritz est honorée et célébrée par des amis et des collègues de travail à l'occasion de ses 70 ans. Les journaux rendent hommage à son engagement et la qualifie de « leader socio-politique des femmes ». Ses décennies d'engagement sont également reconnues par les représentants de l'État. Une conférence scientifique est organisée pour son anniversaire, qui traite des changements après l'entrée en vigueur de la nouvelle réglementation sur la prostitution,.
Kerstin Wolff, note que l'histoire de l'abolitionnisme en Allemagne s'est terminée par la mort de sa figure centrale. Ce n'est qu'à la fin des années 1960 que la nouvelle vague de mouvements de femmes aborde à nouveau la question de la prostitution.
Des décennies plus tard, ses proches collaborateurs soulignent encore l'importance qu'Anna Pappritz a eue pour eux. Marie-Elisabeth Lüders, membre du Bundestag pendant de nombreuses années, écrit dans son autobiographie en 1963 que sa propre position sur les questions de moralité a été influencée et impressionnée par le courage moral d'Anna Pappritz. Dans ses mémoires parus en 1943, Lida Gustava Heymann la décrit comme « l'une des expertes les mieux orientées et les plus objectives » au sein du mouvement moraliste, malgré leurs différences d'opinion de longue date.
La succession d'Anna Pappritz est conservée dans le fonds Helene Lange des Archives d'État de Berlin (de) . En 2019, l'historienne Bianca Walther découvre le journal qu'Anna Pappritz a rédigé lors de son voyage en Inde dans la succession de Marie-Elisabeth Lüders aux Archives fédérales et en publie une édition en 2020.

## Publications (sélection)

### Fiction
- (de) Aus den Bergen Tirols. 1893.
- (de) Vorurteile – ein Roman aus dem Märkischen Gesellschaftsleben. 1894.
- (de) Die Wahrheit. 1897.
- (de) Ein Enterbter. 1898.

### Écrits abolitionnistes
- (de) Das Reichsgesetz zur Bekämpfung der Geschlechtskrankheiten vom Standpunkt der Frau. 1902.
- (de) Herrenmoral. Leipzig [ca. 1903]
- (de) Die wirtschaftlichen Ursachen der Prostitution. Berlin 1903
- (de) Die Welt, von der man nicht spricht. Aus den Papieren einer Polizeibeamtin bearbeitet. 1907.
- (de) Prostitution und Abolitionismus. 1917.
- (de) Der Mädchenhandel und seine Bekämpfung. 1924.
- (de) Handbuch der amtlichen Gefährdetenfürsorge, Munich, Bergmann, 1924.

### Journaux
- (de) Bianca Walther (éd.), Indisches Tagebuch. Eine Frauenrechtlerin reist nach Ceylon, Indien und Kairo, St Ingbert, Röhrig Universitätsverlag, 2020  (ISBN 978-3-86110-750- 7)
- (de) Wie ich zu meiner Arbeit kam, manuscrit non publié, 1908, Archives du Land de Berlin

## Sources et références
- (de) Cet article est partiellement ou en totalité issu de l’article de Wikipédia en allemand intitulé « Anna Pappritz » (voir la liste des auteurs).

1. 1 2 3 4  Margit Göttert: „Mir sind die frauenrechtlerischen Ideen direkt eingeboren.“ Anna Pappritz (1861–1939). In: Ariadne. Heft 28, 1995, S. 50–55; hier: S. 55.
2. 1 2  (de) Deutsche Biographie, « Pappritz, Anna - Deutsche Biographie », sur www.deutsche-biographie.de (consulté le 13 mars 2022)
3. 1 2 3 4 5 6 7 8 9 10 11 12 13 14 15 16 17 18 19 20 21 22 23 24 25 26 27 28 29 30 31 32 33  (de) Kerstin Wolff, Anna Pappritz 1861-1939. Die Rittergutstochter und die Prostitution, Sulzbach/Taunus, Helmer, 2017 (ISBN 978-3-89741-399-3, analyse sur https://blog.muenchner-stadtbibliothek.de/anna-pappritz-abolitionismus-femaleheritage/)
4. 1 2 3 4 5 6 7 8  (de) Kerstin Wolff, « Anna Pappritz », sur Digitales deutsches Frauenarchiv, janvier 2020
5. ↑  (de) Margit Göttert, « Mir sind die frauenrechtlerischen Ideen direkt eingeboren. Anna Pappritz (1861–1939) », Ariadne, n. 28,‎ novembre 1995
6. ↑  Anna Pappritz: Wie ich zu meiner Arbeit kam. Unveröffentlichtes Manuskript, Berlin 1908, Landesarchiv Berlin B Rep. B Rep. 235-13 MF-Nr. 3467-3470, Lire en ligne
7. ↑  Anna Pappritz, « Was Hänschen nicht lernt, lernt Hans nimmermehr », Die Frauenbewegung, vol. 2, n. 22,‎ 15 novembre 1896, p. 209-210
8. ↑  « International Women’s Congress (1914) », sur German History in Documents and Images (consulté le 13 mars 2022)
9. ↑  Vgl. z. B. Anna Pappritz: Herrenmoral. 3. Auflage. Leipzig 1903, S. 7ff.
10. ↑  Anna Pappritz: Einführung in das Studium der Prostitutionsfrage. Berlin 1919.
11. ↑  Anna Pappritz: Die wirtschaftlichen Ursachen der Prostitution. Berlin 1903.
12. 1 2 3  (en) Laurie Marhoefer, « Degeneration, Sexual Freedom, and the Politics of the Weimar Republic, 1918-1933 », German Studies Review 34 n. 3,‎ 2011 (lire en ligne, consulté le 13 mars 2022)
13. ↑  Le terme "Sittlichkeit" n'a dans sa signification du XIXe siècle pas d'équivalent exact en français
14. ↑  Anna Pappritz: Wie ich zu meiner Arbeit kam. Unveröffentlichtes Manuskript, Berlin 1908, Landesarchiv Berlin B Rep. B Rep. 235-13 MF-Nr. 3467-3470, online verfügbar hier, S. 20.
15. ↑  Anna Pappritz; Mittermaier, Wolfgang: Abschiedsgruß an die Leser des Abolitionist. In: Der Abolitionist. Band 32, Nr. 6, 1933, S. 82.
16. 1 2  Angelika Schaser: Helene Lange und Gertrud Bäumer. Eine politische Lebensgemeinschaft. 2., durchgesehene und aktualisierte Auflage. Köln u. a. 2010,  (ISBN 978-3-412-09100-2), S. 304.
17. ↑  (de) Katja Fischborn, « I like Anna Pappritz (nd-aktuell.de) », sur www.nd-aktuell.de (consulté le 13 mars 2022)
18. 1 2 3 4  (de) Bianca Walther, Anna Pappritz. Indisches Tagebuch. Eine Berliner Frauenrechtlerin reist nach Ceylon, Indien und Kairo, November 1912 – Februar 1913, St Ingbert, Röhrig, 2020 (ISBN 978-3-86110-750-7, (résumé) https://biancawalther.de/anna-pappritz/)
19. ↑  (de) Bianca Walther, « "Die Busch" aus der Derfflingerstraße - Margarete Friedenthal (1871-1957) », sur Bianca Walther, 25 novembre 2019 (consulté le 13 mars 2022)
20. ↑  Anna Pappritz: Die Welt von der man nicht spricht. Aus den Papieren einer Polizei-Beamtin. Leipzig 1908.
21. ↑  Susanne Omran: Frauenbewegung und Judenfrage. Diskurse um Rasse und Geschlecht nach 1900. Frankfurt am Main 2000, S. 154.
22. ↑  Malte König: Der Staat als Zuhälter. Die Abschaffung der reglementierten Prostitution in Deutschland, Frankreich und Italien im 20. Jahrhundert. Berlin/ Boston 2016, S. 350.
23. ↑  (de) Anna Pappritz e.a., « Antisemitismus und Abwehr. Geleitworte zum vierzigjährigen Bestehen des Abwehrvereins », Abwehrblätter Vol.41,‎ 1931, p. 12-54 (lire en ligne)
24. ↑  Parmi les membres démissionnaires figure Margarete Friedenthal, déclarée "Non aryenne" en raison de ses origines juives.
25. ↑  (de) Kerstin Wolff, « Der siebzigste Geburtstag. Die Abolitionistin Anna Pappritz und der Kreis ihrer Gratulantinnen », Ariadne n. 55,‎ mai 2009, p. 26-33 (lire en ligne)
26. ↑  Heidi Koschwitz, Birgit Sauer: Pappritz, Anna. In: Hugo Maier (Hrsg.): Who is who der sozialen Arbeit. Freiburg 1998, S. 458–460.